# Gewog di Gangzur
Il gewog di Gangzur è uno degli otto raggruppamenti di villaggi del distretto di Lhuntse, nella regione Orientale, in Bhutan.